# Kanato túrquico oriental
El kanato túrquico oriental (en chino, 東突厥; pinyin, Dōng tūjué), fue un kanato túrquico formado como resultado de las guerras intestinas de principios del siglo VII (593-603 d. C.) después de que el kanato túrquico, fundado en el siglo VI en Mongolia por el clan Ashina, se hubiera escindido en dos entidades políticas: la  oriental y la occidental. Finalmente, el poder turco oriental fue absorbido por el Imperio chino de la dinastía Tang.

## Historia

### Resumen
En 552-555 los Köktürk reemplazaron a los Rouran en Mongolia, formando el kanato túrquico (552-630). Rápidamente se extendieron hacia el oeste hasta el mar Caspio. Entre 581 y 603 el  kanato de los turcos occidentales en Kazajistán se separó del kanato oriental en Mongolia. En el primer período los chinos eran débiles y pagaban tributo a los túrquicos. Los chinos se hicieron más fuertes y derrocaron a los turcos orientales en 630.

### Antes del kanato
Turco, que significa algo así como «fuerte», era la autodescripción del pequeño clan o tribu Ashina. Más tarde se aplicó al kanato de Gokturk y más tarde por los historiadores musulmanes a todos los hablantes de lenguas túrquicas. El equivalente chino, Tujue, se aplicó a veces a muchos pueblos del norte y no siempre significa 'túrquico' en sentido estricto. Los chinos informan que en el año 439 un hombre llamado Ashina llevó a 500 familias al oeste desde Gansu hasta Gaochang, cerca de Turfan. Alrededor del año 460 los Rouran los trasladaron al este hasta el Altái, que era una importante fuente de metalistería para Siberia y Mongolia. David Christian dice que la primera mención fechada de 'turcos' aparece en los anales chinos en 542 cuando hacían incursiones anuales a través del río Amarillo cuando se congelaba. En 545 el futuro  Bumin Qaghan estaba negociando directamente con los Wei occidentales (535-57) sin tener en cuenta a sus señores de Rouran. Más tarde, los turcos fueron enviados al este para suprimir una rebelión por el Kao-ch'e, pero los turcos los absorbieron en su propio ejército. Bumin exigió una novia real de los Rouran y fue denunciado como "esclavo herrero". Bumin tomó una novia del  Wei Occidental, derrotó al gobernante de Rouran en Jehol y tomó el título real de kan. (552).

### Unidad nominal (552-581)
El oeste se le dio al hermano menor de Bumin, Istami (552-575) y a su hijo Tardush (575-603). Ishtami expandió el imperio al Caspio y a Oxus. Los gokturks obtuvieron de alguna manera la Cuenca del Tarim y así el comercio de la ruta de la Seda y los comerciantes sogdianos que la administraban. Bumin murió en el año de su rebelión (552) y fue seguido por tres de sus hijos. Issik Qaghan (552-553) reinó brevemente. Muqan Khagan (553-572) acabó con el resto de los Rouran, que resistieron hasta el 555, empujaron a los Kitans hacia el este y controlaron el Kirghiz Yenisei. Le siguió Taspar Qaghan (572-81). Los tres hermanos extrajeron una gran cantidad de botín y tributo del Wei occidental (535-557) y del Zhou septentrional (557-581), incluyendo 100 000 rollos de seda al año.

### División Este-Oeste (581-603)
En 581 se fundó la dinastía Sui y comenzó a reunificar China. Los chinos comenzaron a retroceder, generalmente apoyando o sobornando a una facción contra la otra. Taspar murió el mismo año en que se fundó la dinastía Sui. Los tres demandantes eran los hijos de los tres gobernantes anteriores. Taspar eligió al hijo de Muqan, Apa Qaghan, pero los ancianos lo rechazaron y eligieron al hijo de Taspar, Anlo (581). Anlo pronto cedió ante el hijo de Issik, Ishbara Qaghan (581-587). Anlo se volvió insignificante y Apa e Ishbara se enfrentaron. En 584 Ishbara atacó a Apa y lo condujo al oeste hasta el hermano de Bumin, Tardu, que gobernaba lo que se estaba convirtiendo en el Kanato del Oeste. Apa y Tardush entonces condujeron a Ishbara hacia el este. Se sometió a los chinos y con el apoyo de los chinos condujo a Apa hacia el oeste en el territorio de Tardu. En el año 587, tanto Apa como Ishbara murieron. Ishbara fue seguido en el este por su hermano Bagha Qaghan (587-588) que fue seguido por el hijo de Ishbara, Tulan Qaghan (588-599). En el 587 Tulan dejó de pagar tributo a los Sui y dos años después fue asesinado. Tardu se trasladó desde el oeste y reunificó brevemente el imperio turco (599-603). Los chinos apoyaron a sus rivales, él atacó a China, los chinos envenenaron los pozos y se vio obligado a retirarse.

### Independencia (603-630)
De 603 el este y el oeste se dividieron definitivamente. El este pasó a Yami Qaghan (603-609) como una especie de vasallo chino. Admiraba la cultura china e hizo que los chinos le construyeran una casa civilizada en el país de Ordos.
A medida que el poder de la dinastía Sui disminuía, los líderes separatistas chinos aceptaron convertirse en vasallos de Shibi Qaghan (609-619) y adoptaron títulos de estilo turco, así como los estandartes de cabeza de lobo del Kanato. En 615, los chinos atrajeron a su consejero sogdiano a una trampa y lo mataron. Dejó de pagar el tributo y asedió brevemente al emperador Yang de Sui en Shanxi.
En 615 el emperador Yang asignó a Li Yuan, que más tarde se convertiría en el primer emperador de la dinastía Tang, la imposible tarea de proteger la frontera norte de la dinastía Sui. En 617, cuando decenas de miles de turcos llegaron a Taiyuán, encontraron las puertas abiertas y la ciudad sospechosamente tranquila. Temiendo una emboscada, los turcos se retiraron. El engaño de Li Yuan había tenido éxito y rápidamente presionó su ventaja ofreciendo a los turcos «prisioneros de guerra, mujeres, jade y sedas» a cambio de su amistad. Los turcos declinaron, exigiendo en su lugar que Li Yuan se convirtiera en un "Hijo del Cielo" y aceptara un título y un estandarte turco.
El hermano menor de Shibi,  Chuluo (619-620), gobernó durante sólo 18 meses. El siguiente hermano, Illig Qaghan (620-630), fue el último gobernante independiente. Lideró las incursiones anuales contra la nueva dinastía Tang (618-907). En el año 626 llegó a las puertas de Chang'an. El emperador Taizong de Tang, que acababa de derrocar a su padre, eligió pagar un enorme rescate. Taizong esperó y amplió su caballería. En los años 627-629 un frío inusual provocó muertes masivas de ganado y hambruna. En lugar de reducir los impuestos, Illig los aumentó. Los Xueyantuo, los uigures, los Bayegu y algunos de los habitantes de Illig se rebelaron y en 629 se les unieron los kitán y Taizong. Seis ejércitos chinos atacaron en un frente de 1200 kilómetros y Illig fue capturado (630).

### Después del Primer kanato (630-683)
Después de la caída del Jaganato, Zhenzhu Khan (629-45) de Xueyantuo gobernó gran parte del norte. Taizong hizo que los Ashina vivieran dentro del Meandro de Ordos. En el año 639, después de un intento de asesinato de los ashina, Taizong los hizo vivir entre el río Amarillo y el Gobi bajo Qilibi Khan (639-643) como estado tapón entre China y el Xueyantuo. En el año 642, los Xueyantuo los condujeron al sur del río. El hijo de Zhenzhu, Duomi Khan (645-646) planeaba atacar China. Taizong se alió con los uigures y rompió el clan Xueyantuo. El Ashina Chebi Khan (646-650) intentó revivir el Jaganato pero fue capturado por los chinos y los uigures. Dos intentos más de Ashina Nishufu (679-680) y Ashina Funian (680-681) fracasaron. El poder turco fue restaurado por el Segundo Kanato túrquico (682-744), seguido por el Kanato uigur (744-840).